# Zone autonome temporaire
Pour les articles homonymes, voir TAZ et ZAT.
 (août 2019).
Si vous disposez d'ouvrages ou d'articles de référence ou si vous connaissez des sites web de qualité traitant du thème abordé ici, merci de compléter l'article en donnant les références utiles à sa vérifiabilité et en les liant à la section « Notes et références ».
« Zone autonome temporaire » (temporary autonomous zone en anglais ou TAZ) est une dénomination introduite par Hakim Bey en 1991 dans un livre homonyme, TAZ, Temporary Autonomous Zone.

## Origine
Dans son livre, Hakim Bey s'est « délibérément interdit de définir la TAZ », censée être « auto-explicite » et précise « ne pas vouloir créer de dogme politique ». Il se « contente de tourner autour du sujet en lançant des sondes exploratoires » s'articulant autour du principe des utopies pirates. La TAZ y serait très liée, ne serait-ce que par une filiation d'idée, les adeptes des TAZ en tout genre se réclamant de l'esprit de révolte de la flibuste et des flibustiers.
On trouve d'ailleurs une longue partie sur la TAZ dans le livre sur les pirates de Mikhaïl W. Ramseier, La Voile noire, qui s'interroge, entre autres, sur l'éventuelle filiation que certains libertaires affirment reconnaître entre anarchie et piraterie. Ce dernier auteur étend d'ailleurs sa réflexion à la cosaquerie, avec le livre Cosaques, paru en 2009, qui n'hésite pas à accorder aux communautés cosaques, traditionnellement égalitaires et démocratiques, le statut de TAZ.
Pourtant, la TAZ est interprétée comme une forme d'organisation permettant d'accéder à l'anarchie.

## Mouvements associés
Pour Christine Tréguier, sa traductrice en français, Hakim Bey mène une attaque en règle contre la loi du marché :

« On vit dans une époque, dans une société d'hyperconsommation, où tout est mis en spectacle, et je crois que c'est un bouquin qui remet complètement et radicalement en cause le contrôle et l'État, et qui propose de ne pas vivre dans l'ère de la marchandise. Et de vivre libre. »

Ce livre, rapidement devenu culte dans les milieux anarchistes et « underground », a donné lieu à des tactiques politiques cherchant à se libérer du contrôle de l'État, de l'économie de marché ou des jeux de pouvoirs classiques.

### Internet
On peut considérer que l'internet est un outil important pour les TAZs :

« Si la TAZ est un campement nomade, alors le Web est le pourvoyeur des chants épiques, des généalogies et des légendes de la tribu ; il a en mémoire les routes secrètes des caravanes et les chemins d'embuscade qui assurent la fluidité de l'économie tribale ; il contient même certaines des routes à suivre et certains rêves qui seront vécus comme autant de signes et d'augures. »

Par contre, quand Hakim Bey emploie le mot « web », celui-ci ne se réfère pas directement au World Wide Web tel que nous le connaissons. Il faut le comprendre dans son sens propre, « la toile », qui s'immisce dans toutes les failles du « réseau », du « Net », et qui constitue le terrain propice à l'avènement d'une TAZ.
Le web se compose de divers moyens : courrier, téléphone, fanzines, radios associatives, cinéma, paroles directe, gestes, informatique… Tout ce qui constitue ou facilite les liens et les communications entre les humains.
Les principes de l'internet que l'on peut associer aux TAZ sont :
- le principe du logiciel libre et des licences libres qui s'y sont associés, remettant en cause les cadres habituels du commerce ;
- les hackers et les bio-hackers dont certains s'attaquent aux sites des gouvernements ou des multinationales pour en dénoncer les agissements ;
- la possibilité de se regrouper en communauté d'intérêt, notamment via des forums, les canaux de l'Internet Relay Chat (IRC), des listes de diffusion, ou bien même des sites type wiki, c'est-à-dire des espaces parfois mouvants qui, au-delà des distances géographiques, ont permis la mise en relation rapide d'individus et de groupes jusque-là isolés ;
- la diffusion non centralisée à travers le peer to peer et l'émergence du Web 2.0.

Olivier Blondeau, coconcepteur de Freescape :

« Le réseau internet est ce qui a permis de mettre en lien des gens au-delà de tout fonctionnement organisationnel pour arriver à communiquer ensemble, avoir des actions spécifiques. »

### Free party
Le concept de TAZ est souvent vu comme une caractéristique de la génération techno : des milieux rave parties ont émergé les free parties.
Les premières free parties, ou teknivals, qui réunissent plusieurs « sons » et beaucoup plus de teufeurs (jusqu'à 90 000), sont apparues au début des années 1990. Pendant des années, ces rassemblements ont joué au chat et à la souris avec la police (jusqu'à l'autorisation par Nicolas Sarkozy, alors ministre de l'Intérieur, des teknivals en France, celui du 1er mai toujours dans le nord de la France, le mythique 1er Teknival qui débute la tournée européenne, un autre vers le 15 août dans le Sud et le BreizhTeck, le Teknival Breton, fin juin).
Elles procèdent d'un mode de vie nomade. C'est dans cette communauté nomade que l'on trouve les discours les plus radicaux de la génération techno : libertaires, anti-autoritaires, écologistes.
La mobilité des free parties, qui leur permet de se reformer rapidement, et leur nature éphémère les rendent difficilement maîtrisables, ce qui leur a donné une dimension politique. Selon DJ Josy :

« C'est devenu nécessaire, plus les villes s'agrandissent, plus on a besoin d'endroits où on peut être libre, où on peut nous-même décider quelles sont les règles. »

Les free parties sont toutefois apparues indépendamment du texte de Hakim Bey. Ce n'est que plus tard que les adeptes ont reconnu dans les TAZ de Bey un concept proche de ce qu'ils faisaient, et que son livre est devenu culte dans le milieu techno. L'homonymie avec l'argot « taz » (ecstasy) y a peut-être participé.
Comme exemples de TAZ, on peut citer Burning Man, dans le désert du Nevada, le Fusion Festival au nord de Berlin, et le CzechTek, le teknival tchèque, qui rassemblent plusieurs milliers de participants chaque année.
Ces manifestations sont tolérées à plus ou moins long terme par les gouvernements. Le CzechTek attirait tellement de monde qu'il a fini par être évacué par l'armée tchèque en 2005 pour être ensuite autorisé par le gouvernement l'année suivante.
Ne mettre en avant que le lien réseau / liberté de mouvement réduit ce qu'est la TAZ à un simple mouvement d'organisation. Or la TAZ est bien plus que cela. Car, somme toute, on peut aller à un teknival pour le son, tout en éclipsant totalement les concepts politiques, autant on ne peut soutenir une TAZ qu'en ayant pleinement adhéré aux concepts de liberté, d'anarchie, d'écologie, etc.

### Altermondialisme
Christine Tréguier, traductrice du livre en français :

« Je crois d'ailleurs que l'on peut faire un parallèle avec ce qui s'est passé à l'OMC à Seattle. Ils ont utilisé des pratiques de la TAZ, entre autres ils ont utilisé le réseau pour se coordonner, pour organiser les choses pour se rassembler. »